# Hernani (dramma)
Hernani, o L'Onore Castigliano, è un dramma teatrale in cinque atti di Victor Hugo, rappresentata per la prima volta al "Théâtre Français" di Parigi il 25 febbraio 1830.
Hugo descrisse la tragedia del bandito Hernani e della sua amante Donna Sol, desiderata dal re Carlo V. Con i suoi elementi gotici e la sua enfasi sull'amore naturale, è un'opera fondamentale del movimento romantico e segna l'inizio del Romanticismo nel teatro francese, già introdotto da Hugo con il suo Cromwell del 1827.
È famosa la «battaglia» intavolata tra i romantici e i classicisti nel suo nome passata alla storia con il nome di "battaglia di Hernani".
La storia, che si svolge in Spagna nel 1519, fu poi ripresa da Giuseppe Verdi nel 1844, in Ernani.

## Personaggi principali
- Hernani, personaggio eponimo del dramma, è un nobile bandito, amato da Doña Sol. Appartiene alla generazione degli eroi romantici, necessariamente appassionati e maledetti. Ha 20 anni e la sua vita è segnata dalla morte del padre, condannato a morte dal padre di don Carlos (il re); da qui il suo odio per il re.
- Don Carlos è il re di Spagna. È un personaggio tipico del Rinascimento, capace di compiere il bene e il male, attraversato da mille contrasti. Finge di sottomettersi al papa e ricatta Don Ruy. Sarà eletto imperatore.
- Don Ruy Gomez de Silva "Duca di Pastrania" è un duca ricco, potente, fautore dell'ordine. È lo zio di Doña Sol e vuole sposarla. Ha fatto promettere a Hernani che, in caso di vittoria, la vita di Hernani gli apparterrà.
- Doña Sol de Silva, amante di Hernani, destinata al matrimonio con lo zio Don Ruy Gomez de Silva, un tempo è stata corteggiata da Don Carlos.

## Il dramma

### La prefazione
Hugo riafferma quanto esposto nella Prefazione del Cromwell: è necessario superare le regole del teatro classico e affermare l'ambizione estetica della nuova generazione, il Romanticismo. Hugo chiede anche, e soprattutto, che venga valorizzato il pubblico, il pubblico vero, il popolo, perché è il popolo e la massa dei cittadini che rendono immortali le opere e fanno la storia. Sembra evidente dunque la scelta di rappresentare le vite di uomini e donne comuni, emarginati, reietti, che vivono lontano dalla società.
Infine, la poesia deve avere lo stesso motto della politica: Tolleranza e Libertà.
Nella celebre Prefazione del Cromwell, Hugo affronta il nuovo tema romantico del contrasto dialettico tra il sublime e il grottesco, che voleva riuniti il bello e il brutto, il sublime e il grottesco alla ricerca dell'armonia dei contrari.
L'azione principale si svolge in Spagna nel 1519 (da febbraio ad agosto)

### Atto I: Il re (Saragozza, una camera da letto presso il palazzo del duca Don Ruy Gomez de Silva, notte)
Il re di Spagna Don Carlos si introduce di notte nella camera di Doña Sol, di cui è segretamente innamorato. Nascosto all'interno di un armadio, il re assiste all'incontro tra Doña Sol e Hernani, un bandito. Hernani, figlio di un uomo decapitato per ordine del padre di Don Carlos, ha giurato di vendicare la morte del padre. Doña Sol ama Hernani ma è stata promessa in moglie a suo zio, Don Ruy Gomez de Silva.
Don Carlos esce dal suo nascondiglio e i due rivali si apprestano a battersi in duello, quando il vecchio duca bussa alla porta. Don Ruy Gomez de Silva si indigna vedendo due uomini nella camera di sua nipote. Il re si scopre il volto, si presenta, giustifica la sua presenza e fa passare Hernani per un uomo del suo seguito. Poi dice che l'ora è grave, perché l'imperatore Massimiliano, suo ascendente, è appena morto e dunque lui è venuto a consultare Don Ruy Gomez de Silva, suo fedele suddito: è opportuno avanzare la propria candidatura al trono del Sacro Romano Impero? Rimasto solo, Hernani, che ha incontrato il figlio dell'assassino di suo padre, esprime tutto il suo odio e medita vendetta.

### Atto II: Il bandito (Saragozza, un patio del palazzo de Silva)
Il giorno seguente, a mezzanotte, Don Carlos (il futuro Carlo Quinto) si trova in un cortile del palazzo di Don Ruy, sotto la finestra di Doña Sol. Egli vuole rapire la ragazza, la quale, ingannata dall'oscurità e convinta che si tratti di Hernani, lo raggiunge. A questo punto, nel clou del rapimento, arriva Hernani e sfida a duello il re. Questi si rifiuta, sprezzante, ritenendo Hernani un plebeo. In cambio di una sfida a duello, il re chiede al bandito di assassinarlo: Hernani si rifiuta di assassinarlo, insiste per battersi in duello, quindi risparmia la vita al re e gli dà il suo mantello affinché possa attraversare senza pericolo la truppa di banditi suoi amici. Hernani è convinto di essere l'unico ad avere il diritto di uccidere il re in duello ( La mia inesorabile vendetta rende inviolabile il tuo capo per chiunque, tranne me ).  Don Carlos, a queste parole, decide di vendicare il suo onore perduto: Hernani non potrà riscattare alcuna pietà, verrà giustiziato.
Rimasti soli, Hernani e Doña Sol si scambiano parole d'amore. Ma i soldati del re stanno già dando la caccia al bandito. Hernani si congeda da Doña Sol e raggiunge la sua truppa.

### Atto III: Il vegliardo (Il castello de Silva, sulle montagne d'Aragona)
Alcune settimane dopo, nel salone del castello del duca de Silva, sulle montagne, il vecchio duca Don Ruy Gomez de Silva sta per sposare Doña Sol, la sua giovane nipote. Sono in corso i preparativi del matrimonio. Il duca è soddisfatto, tanto più che gli comunicano la probabile morte di Hernani. Il giorno delle nozze un pellegrino bussa alla porta del castello de Silva.
Alla vista di Doña Sol in abito da sposa, il pellegrino si strappa le vesti e rivela la sua identità: è Hernani.
Sulla testa di Hernani pende una taglia, ma la legge dell'ospitalità è sacra: colui che ospita ha il dovere di protezione perché l'ospite è mandato da Dio. Don Ruy Gomez de Silva decide di proteggere il bandito e fa barricare il castello sbarrando il portone d'accesso.
Hernani e Doña Sol restano soli e chiariscono ogni malinteso. La giovane donna mostra al bandito il pugnale che lei stessa ha sottratto al re. Hernani e Doña Sol si scambiano parole d'amore e si abbracciano. Don Ruy Gomez, vedendo i due innamorati, si esprime con durezza sul comportamento di Hernani ma, in nome dell'onore, si rifiuta ancora di tradire il suo ospite. In quel momento le trombe annunciano l'arrivo del re. Don Ruy Gomez nasconde Hernani in un posto segreto che solo lui conosce, dietro al suo ritratto.
Il re entra nel castello e si infuria quando apprende che Don Ruy Gomez sta nascondendo il bandito. Don Carlos propone al duca di scegliere: o Don Ruy accetta di consegnare Hernani o lui stesso sarà ucciso. Il duca esita, ma alla fine rifiuta di consegnare Hernani. Il re, impressionato da tanta fedeltà alla legge dell'ospitalità, decide di portar via solo Doña Sol. Partito Don Carlos, Don Ruy Gomez e Hernani complottano per uccidere il re. Hernani, per gratitudine nei confronti di Don Ruy Gomez che gli ha salvato la vita, si mette al suo servizio e gli offre la propria vita, giurandolo sulla testa del suo defunto padre. Gli offre un corno: nel momento in cui sarà suonato, Hernani troverà la sua morte.

### Atto IV: La tomba (Palazzo di Aquisgrana, presso la tomba di Carlo Magno)
Due mesi dopo, nel giugno del 1519, ad Aquisgrana (capitale del Sacro Romano Impero), Don Carlos attende i risultati dell'elezione imperiale. Intanto sventa un complotto contro la sua vita e scopre che tra i congiurati ci sono Don Ruy Gomez e Hernani. Quest'ultimo, designato per l'assassinio del re, rifiuta di cedere il posto a Don Ruy Gomez, che gli propone di sciogliere il patto. Eletto imperatore, Don Carlos perdona i congiurati e annuncia il matrimonio di Doña Sol con Hernani. A questo punto Hernani rivela la propria identità: dichiara di essere Giovanni d'Aragona, uomo di nobile stirpe ma nato in esilio, e decide di abbandonare il suo progetto di vendetta.

### Atto V: Le nozze (Saragozza, su una terrazza del Palazzo d'Aragona)
Qualche settimana dopo, a Saragozza, nel palazzo di Hernani, che ormai è diventato Don Giovanni d'Aragona, hanno luogo le nozze di Doña Sol e di Hernani. Don Ruy Gomez, implacabile, viene a esigere il rispetto del patto fatale. Si sente suonare da lontano il corno: l'epilogo è alle porte. Hernani non può tirarsi indietro, ha l'obbligo di rispettare il patto, per il giuramento sul padre, l'onore, la virilità e il coraggio. Doña Sol, non potendo accettare una simile sorte angusta, si avvelena; Hernani la segue, bevendo dalla stessa fiala letale.
Don Ruy Gomez, ormai dannato, si uccide con un pugnale.

## La teoria del dramma romantico
Non si può parlare di Hernani senza evocare il genere letterario che quest'opera rappresenta: il dramma romantico. Alcuni teorici degli anni 20 dell'800, come Stendhal e Alessandro Manzoni (Lettre à Monsieur Chauvet sur l'unité de temps et de lieu dans la tragédie), avevano trattato questo genere nelle loro opere.

## La creazione del dramma
Dopo la redazione della Prefazione di Cromwell (1827), dove affermava la necessità di superare le regole del teatro classico, Hugo tornò alla poesia lirica in particolare con le Odes et Ballades (agosto 1828) e Les Orientales (gennaio 1829). Il suo dramma Amy Robsart fu un insuccesso al teatro Odéon (febbraio 1828) ma, incoraggiato dal grande successo del dramma Henri II et sa court del suo amico Alexandre Dumas (1829), Hugo si dedicò con rinnovata energia a un dramma storico di ambientazione spagnola. Infatti gli argomenti francesi erano sistematicamente censurati dal potere reale, come nel caso di Marion Delorme e Un duel sous Richelieu ispirato alla vita della cortigiana del XVII secolo Marion Delorme.
La scrittura di Hernani si protrasse dal 19 agosto al 24 settembre 1829. Il 30 settembre Hugo lesse il dramma in un circolo di artisti romantici, i quali lo approvarono senza riserve. Ottenuta l'autorizzazione a rappresentare il dramma alla Comédie-Française, per sfuggire definitivamente alla censura Hugo procedette a una nuova lettura, il 5 ottobre, davanti alla compagnia della Comédie-Française, ottenendo consensi entusiastici. L'opera fu allestita e subito cominciarono le prove.
I censori esaminarono il manoscritto fino a gennaio 1830 e tagliarono alcuni passaggi per motivi politici o religiosi. Intanto sulla stampa i sostenitori del classicismo attaccavano Hernani con l'intenzione di demolire il dramma prima ancora che debuttasse. Tutto ciò conferì a Hernani l'aura di manifesto della nuova generazione e i rappresentanti di questa ebbero il tempo di prepararsi alla battaglia.
Con Hernani Hugo attaccava il teatro protetto dalla tradizione e dalla censura. L'offensiva fu condotta in tre tempi. Nel 1827 fu un attacco teorico: Cromwell e la sua Prefazione proclamarono la libertà nell'arte, la morte delle "regole" classiche, la bellezza moderna del "grottesco". Nel 1829 seguì un attacco politico: Carlo X vietò la rappresentazione del dramma Marion de Lorme in quanto lesivo della maestà reale, Hugo ruppe con il regime. Nel 1830, l'anno della prima rappresentazione di Hernani, i "moderni", Gautier e Dumas in prima fila, si mobilitarono contro le "parrucche" accademiche e i difensori del classicismo.
La battaglia di Hernani si concluse con un successo finanziario e con la vittoria della nuova arte.

## Le reazioni
Alla sua prima rappresentazione, il dramma scatenò reazioni vivaci e sorprendenti tra i sostenitori del classicismo, venuti ad attaccare la contestazione espressa da Hernani, e i romantici, venuti a sostenere il loro campione Hugo. Questo scontro fu chiamato battaglia di Hernani.
Nonostante l'infuriare della battaglia, il dramma fu un vero successo (incassando 4940,65 franchi). Le rappresentazioni seguenti videro aumentare l'intensità della battaglia, ma ormai il dramma aveva trovato il suo pubblico e il successo era enorme. Come disse Théophile Gautier, "per la generazione del 1830, Hernani è stato quello che Il Cid fu per i contemporanei di Corneille. Tutto ciò che era giovane, coraggioso, amoroso, poetico trovò ispirazione in esso". Nonostante gli attacchi sistematici dei sostenitori del classicismo, Hugo ricevette il sostegno di molte persone che non appartenevano alla sua generazione, ad esempio Victor Pavie o Chateaubriand. Quest'ultimo gli scrisse all'indomani della prima rappresentazione: "Ho visto, Signore, la prima rappresentazione di Hernani. Voi conoscete la mia ammirazione per Voi, la mia vanità è legata alla Vostra lira, Voi sapete perché. Io me ne vado, Signore, e Voi arrivate. Mi raccomando al ricordo della Vostra musa. Una gloria pietosa deve pregare per i morti".
Il dramma fu poi ripreso nel 1838 ma non senza difficoltà, perché i poteri ufficiali della Monarchia di Luglio cercarono di cancellare le opere romantiche alla Comédie Française. La stessa cosa si verificò numerose altre volte prima del 1849, poi Victor Hugo si allontanò dal potere imperiale e Napoleone III vietò tutte le sue opere per tutto il Secondo Impero. La riscoperta di Hernani avvenne con gli attori Mounet-Sully e Sarah Bernhardt solo nel 1877, quando l'opera fu rappresentata per la prima volta nella versione completa e non censurata. Nel 1952 il dramma era stato rappresentato 906 volte alla Comédie Française.
Tuttavia, se Hernani ha vinto la battaglia contro i classici, si deve riconoscere che la sua immagine si è decisamente appannata, infatti oggi è un dramma molto meno rappresentato e conosciuto rispetto ad altri drammi del Romanticismo, come Ruy Blas, dello stesso Hugo, o Lorenzaccio e On ne badine pas avec l'amour di Musset.

## Analisi dell'opera

### Fonti
Per cristallizzare l'ambizione romantica della sua generazione nella leggenda della cavalleria ispanica, Victor Hugo si ispirò a varie fonti.
Hugo si riferiva innanzitutto al Cid di Corneille, ma il soggetto lo trasse da un passaggio di una vecchia cronaca spagnola: "Don Carlos, fino a quando fu solo arciduca d'Austria e re di Spagna, fu un principe amante del piacere, grande protagonista di avventure, serenate e duelli sotto di balconi di Saragozza, voluttuoso e crudele all'occorrenza. Ma il giorno che divenne imperatore, si operò in lui una rivoluzione.".
Per l'ambientazione ispanica Hugo si ispirò ai suoi ricordi della Spagna, dove aveva vissuto per qualche tempo al seguito del padre, all'epoca delle campagne napoleoniche,  e ai testi recenti sulla storia locale.
Si possono notare anche delle analogie con opere teatrali che forse gli hanno ispirato alcuni passaggi: Il tessitore di Segovia, di Alarcón, o La devozione alla croce di Calderón de la Barca (storie d'amore, d'onore e di sangue). Ci sono analogie anche con fonti meno latine: Evadne or The Statue di Richard Lalor Sheil (la scena dei ritratti) o Egmont di Goethe, I masnadieri di Schiller.
Il nome Hernani invece deriva da una città spagnola, Ernani, a cui è stata aggiunta la H di Hugo.

## Adattamenti
Da Hernani fu tratta l'opera lirica Ernani del 1844, su musica di  Giuseppe Verdi e libretto di Francesco Maria Piave.